# 5816-os mellékút (Magyarország)
Az 5816-os mellékút egy bő 5 kilométeres hosszúságú, négy számjegyű mellékút Baranya vármegye területén. Pellérdet köti össze Pécs legdélebbi fekvésű városrészeivel, valamint az 57-es és 58-as főutak térségével, de két kisebb agglomerációs község közúti elérését is ez az út teszi lehetővé.

## Nyomvonala
Pécs déli részén – Kertváros, Megyer és Füzes városrészek határvidékén – ágazik ki az 57-es főút 39+900-as kilométerszelvénye közelében létesült körforgalmú csomópontból, dél felé. Arányosi út néven indul, hamar délnyugati irányt vesz, és a megyeszékhely nagybani piacát elhagyva, alig 400 méter után ki is lép a belterületről. 1,2 kilométer után egy elágazáshoz érkezik, ott a Déli Ipari Park térségétől idáig húzódó 5826-os út torkollik bele dél felől.
2,3 kilométer után átszeli Keszü határát, de lakott területeket itt nem nagyon érint, a faluba csak az 58 101-es számú mellékút vezet be, mely kevéssel 2,5 kilométer megtétele után ágazik ki belőle, szintén dél felé (ez az út Keszü után még továbbvezet Gyód központjáig). 3,4 kilométer után eléri Pellérd határszélét, pár száz méteren át a határvonalat kíséri, de még a negyedik kilométere előtt teljesen pellérdi területre lép. E település belterületének délkeleti szélén ér véget, beletorkollva az 5801-es útba, kevéssel annak a 4. kilométere előtt.
Teljes hossza, az országos közutak térképes nyilvántartását szolgáló kira.kozut.hu adatbázisa szerint 5,157 kilométer.

## Története
A Kartográfiai Vállalat 1990-ben kiadott Magyarország autóatlasza című kiadványa teljes hosszában kiépített, szilárd burkolatú (pormentes) útként jelöli.

## Települések az út mentén
- Pécs
- (Keszü)
- Pellérd